# Carabao Daeng
Carabao Daeng (significado: Búfalo vermelho) é uma bebida energética Tailandesa lançada em 2002 pela Carabao Tawandang Co Ltda.

## História
É uma bebida energética da Tailândia, considerada a segunda mais popular no país. Ela é a marca chave da Carabao Tawandang, e possuía cerca de 21% de participação de mercado em 2014,.
A bebida foi introduzida nos Estados Unidos e na Europa sob o nome Carabao levando a um aumento recorde de vendas da bebida tailandesa na costa leste da América em 2004. Tornou-se um dos principais patrocinadores da segunda divisão do campeonato inglês de futebol (Football League Championship), estando também ao lado do Reading F. C. como patrocinador principal do time. A Carabao Daeng tornou-se o patrocinador do kit de treinamento do time inglês da Premier League, Chelsea F. C., a partir de 2016.
Em novembro de 2016, a  Daeng anunciou acordo de três anos para se tornar o patrocinador oficial da EFL Cup, que passará a ser conhecida como a EFL Carabao Cup da temporada 2017-18 até 2019-2020.
Em dezembro de 2016, a Carabao Daeng anunciou acordo de seis anos para se tornar um dos patrocinadores do time de futebol do Brasil Flamengo, fechando patrocínio de R$ 200 milhões, a começar em janeiro de 2017. 
No fim de 2017, o acordo já teve que sofrer alteração. Pelo contrato inicial, a Carabao ficaria na manga no primeiro ano e, em 2018, assumiria o espaço máster do uniforme. Os valores eram de R$ 190 milhões por cinco anos de parceria.
No entanto, com vendas baixas e dificuldades no mercado brasileiro, a empresa tailandesa teve que mudar o contrato. A Carabao se manteve então nas mangas da camisa do Flamengo com um acordo financeiro mais baixo.

Pelo novo contrato, a companhia pagaria R$ 10 milhões em 2018 e subiria os valores nos anos seguintes. Sem conseguir arcar com os custos do patrocínio na temporada daquele ano, a Carabao encerrou prematuramente a parceria.